# Trégourez
Trégourez (tiếng Breton: Tregourez) là một xã của tỉnh Finistère, thuộc vùng Bretagne, miền tây bắc Pháp.

## Dân số
Người dân ở Trégourez được gọi là Trégourézois.